# Ser'Darius Blain
Ser'Darius William Blain (10 de março de 1987) é um ator americano. Ele é conhecido por sua interpretação de Anthony "Fridge" Johnson em Jumanji: Welcome to the Jungle, a continuação de Jumanji .

## Vida e carreira
Blain começou a atuar aos doze anos quando ajudou sua mãe a reescrever o roteiro de uma peça da escola. Sua mãe, uma professora de inglês e de teatro do ensino médio, colocou-o na liderança que o levou a "pegar o inseto".  Blain credita isso com a superação de sua timidez: "Eu era um garoto super tímido a ponto de segurar a saia da minha mãe como um garotinho... Eu sempre assisti TV e me perguntei como isso deveria ser ".  Em 2007, sua namorada o convenceu a participar de Actors, Models & Talent For Christ, que o levou ao Conservatório de Artes Dramáticas de Nova York, onde conheceu seu agente DebraLynn Findon.. Ele se formou em Nova York em 2009 e desde então ganhou papéis em filmes como Camp X-Ray e When the Game Stands Tall.. Blain interpretou Anthony “Fridge” Johnson na sequência Jumanji: Welcome to the Jungle (2017), e apareceu no curta-metragem do diretor James Kicklighter, Angel of Anywhere, estrelado por Briana Evigan e David A. Gregory.
Em fevereiro de 2018, Blain foi escalado em um papel regular para a série de drama de fantasia da CW "Charmed", um reboot da série de 1998 com o mesmo nome. A reinicialização "gira em torno de três irmãs em uma cidade universitária que descobrem que são bruxas".. Blain faz o papel de Galvin, cientista e namorado de Macy Vaughn (interpretada por Madeleine Mantock), uma das irmãs da série.

## Filmografia

### Filmes
| Ano  | Título                           | Papel                             | Notas           |
| ---- | -------------------------------- | --------------------------------- | --------------- |
| 2009 | Sucker Punch                     | Lutador                           | Curta-metragem  |
| 2010 | The Truth About Lies             | Michael                           | Curta-metragem  |
| 2011 | Empty Sandbox                    | Cane                              | Curta-metragem  |
| 2011 | Footloose                        | Woody                             |                 |
| 2012 | Belizean James: No Gold Anything |                                   | Vídeo de música |
| 2012 | Private War                      | LCpl. White                       | Curta-metragem  |
| 2013 | Corações gamble                  | Dc                                | Curta-metragem  |
| 2013 | Além da Escuridão - Star Trek    | Camisa vermelha da USS Enterprise |                 |
| 2014 | Camp X-Ray                       | Jackson                           |                 |
| 2014 | When the Game Stands Tall        | Cam Colvin                        |                 |
| 2016 | The Gram                         | Ele mesmo                         | Curta           |
| 2016 | Seduced                          | Sean                              |                 |
| 2017 | Maybe Someday                    | Skip                              |                 |
| 2017 | Angel of Anywhere                | Brian                             | Curta           |
| 2017 | Jumanji: Welcome to the Jungle   | Anthony "Fridge" Johnson          |                 |
| 2018 | Beneath the Leaves               | Josh Ridley                       |                 |
| 2019 | The Last Full Measure            | Takoda jovem                      |                 |
| 2019 | Jumanji: The Next Level          | Anthony "Fridge" Johnson          |                 |
| 2019 | Seberg                           | Louis Lewis                       |                 |
| 2021 | Fortress                         | Ulysses                           |                 |
| 2021 | American Underdog                | Mike Hudnutt                      |                 |
| ASA  | Against All Enemies              | Louis Lewis                       | Pós-produção    |
| ASA  | Bolden!                          | Willie Cornish                    | Pós-produção    |

### Televisão
| Ano             | Título              | Papel            | Notas                                        |
| --------------- | ------------------- | ---------------- | -------------------------------------------- |
| 2010            | My Life in Facebook | Bob # 1          | Episódio: "Facebook Police"                  |
| 2010            | Meet the Browns     | Mack Kane        | Episódio: "Conheça a Confissão"              |
| 2012            | Jane by Design      | Carter           | Papel recorrente                             |
| 2012            | The Vampire Diaries | Chris            | Episódio: "We All Go a Little Mad Sometimes" |
| 2012            | Black Book          | William James    | Piloto de TV                                 |
| 2013            | NCIS                | Jogador alto     | Episódio: "Squall"                           |
| 2014            | Super Fun Night     | TF Green         | Episódio: "Li'l Big Kim"                     |
| 2015            | Survivor's Remorse  | Júpiter Blackmon | Recorrente                                   |
| 2016            | Chicago PD          | Brian Johnson    | Episódio: "The Cases That Need to Be Solved" |
| 2016            | Shameless           | Chuku            | Episódio: "Own Your Shit"                    |
| 2016            | Sweet/Vicious       | Damon Avery      | Episódio: "The Writing's on the Wall"        |
| 2018 – presente | Charmed             | Galvin Burdette  | Papel regular                                |

### Videogames
| Ano  | Título             | Papel             | Notas |
| ---- | ------------------ | ----------------- | ----- |
| 2013 | Grand Theft Auto V | A população local |       |
| 2018 | NBA 2K19           | Nickyle           |       |